# Château-Bréhain

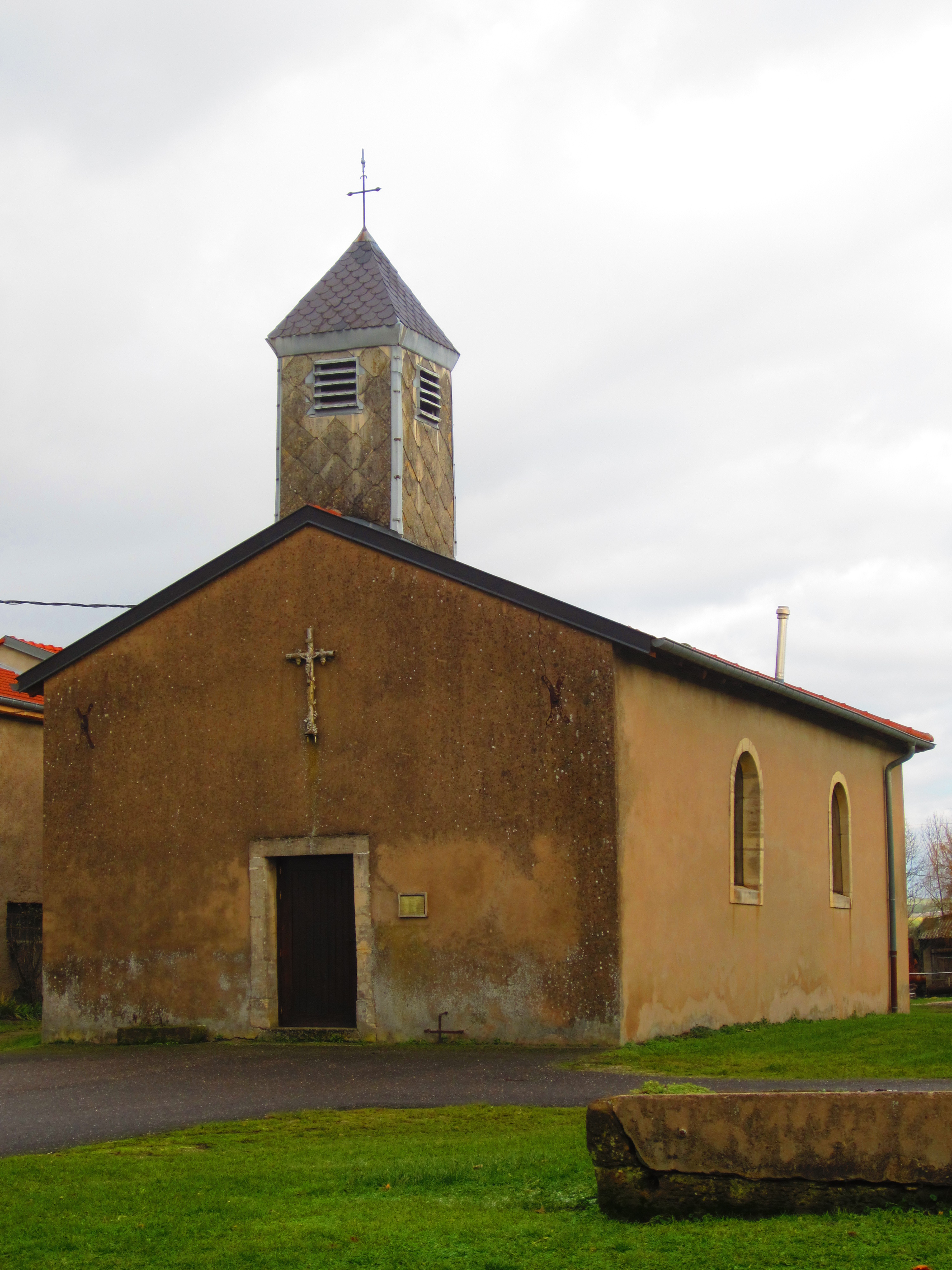
Kapelle Saint-Simon und Saint-Jude

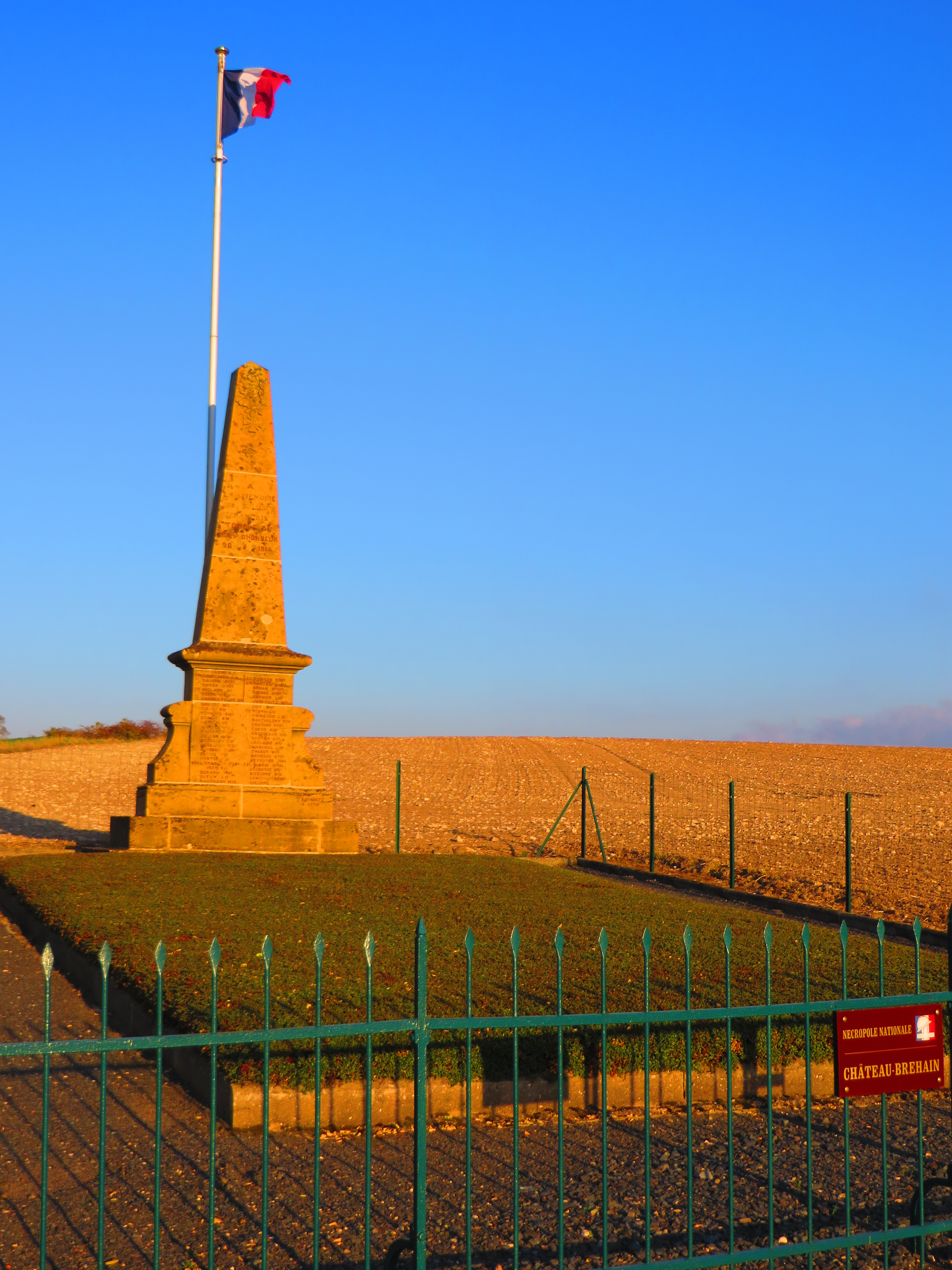
Französischer Soldatenfriedhof

Château-Bréhain ist eine französische Gemeinde mit 70 Einwohnern (Stand 1. Januar 2022) im Département Moselle in der Region Grand Est (bis 2015 Lothringen). Sie gehört zum Arrondissement Sarrebourg-Château-Salins, zum Kanton Le Saulnois und zum Kommunalverband Saulnois.

## Geographie
Château-Bréhain liegt im Saulnois (Salzgau), 34 Kilometer südöstlich von Metz, 34 Kilometer nordöstlich von Nancy, 26 Kilometer südwestlich von Saint-Avold und elf Kilometer nordöstlich von Delme, zwischen den Nachbargemeinden Bréhain im Nordosten, Chicourt im Nordwesten und Vannecourt im Süden, auf einer Höhe zwischen 238 und 335 Metern über dem Meeresspiegel, die mittlere Höhe beträgt 240 Meter. Das Gemeindegebiet umfasst 6,11 km² (611 Hektar). Die französische Nied fließt nördlich des Ortskerns durch das Gemeindegebiet.

## Geschichte
Der Ortsname Bréhain wurde 1169 als Berchem erstmals urkundlich erwähnt, 1178 tauchte er als Brehem auf. Der Ortsname soll aus dem germanischen Wort „Berg“ und der Ortsnamensendung „-heim“ zusammengesetzt sein. Die Ortschaft bestand aus einem Weiler und einem davon etwas abgelegenen Schloss. Das Schloss wurde 1218 als Villa de Chestes im Kopialbuch des Klosters Beaupré in Moncel-lès-Lunéville erstmals urkundlich erwähnt. 1505 tauchte es als Le Chastel de Chastelbrehain in einem Vertrag auf, 1525 als Chastelbreheim und 1528 als Chasteaubrehan, Chasteau-Brehan. Die Burg (lateinisch Castellum, französisch Château), die der Ortschaft ihren Namen gab, ist nicht erhalten geblieben.
Die Ortschaft gehörte früher zur Grafschaft Bar, die 1661 von Frankreich annektiert worden war. Sie gehörte als Lehen zur Salmschen Baronie von Viviers, die wiederum ab dem 14. Jahrhundert zum Marquisat von Pont-à-Mousson gehört hatte. 1698 wurde Pont-à-Mousson zu einer Bailliage des Herzogtums Bar. Ab 1751 gehörte die Ortschaft zur Bailliage von Château-Salins. Die Pfarrei von Château-Bréhain unterstand dem Erzpriester von Haboudange, der wiederum dem Bistum Metz unterstand. Hier hatte sich einst eine Eremitage befunden.
1793 erhielt Château-Bréhain als Chateau Brehain im Zuge der Französischen Revolution den Status einer Gemeinde und 1801 als Château-Brehain das Recht auf kommunale Selbstverwaltung. Es gehörte von 1801 bis 1871 zum früheren Département Meurthe.
Durch den Frankfurter Frieden vom 10. Mai 1871 kam die Region an das deutsche Reichsland Elsaß-Lothringen, und das Dorf wurde dem Kreis Château-Salins im Bezirk Lothringen zugeordnet. Die Dorfbewohner ernährten sich von der Torfgewinnung sowie vom Getreidebau und der Viehzucht. Nach dem Ersten Weltkrieg musste die Region aufgrund der Bestimmungen des Versailler Vertrags 1919 an Frankreich abgetreten werden und wurde Teil des Département Moselle. Im Zweiten Weltkrieg war die Region von der deutschen Wehrmacht besetzt.
Château-Bréhain gehörte als französischsprachige Ortschaft zu den 247 letzten Gemeinden, deren Name im Ersten Weltkrieg am 2. September 1915 eingedeutscht wurde: „Bruch-Kastel“ war bis 1918 der offizielle Ortsname.

### Demographie
| Jahr      | 1793 | 1831 | 1872 | 1896 | 1962 | 1975 | 2007 | 2019 |
| --------- | ---- | ---- | ---- | ---- | ---- | ---- | ---- | ---- |
| Einwohner | 334  | 459  | 338  | 227  | 103  | 70   | 75   | 75   |

Am meisten Einwohner hatte die Gemeinde 1831 (459), danach ging die Einwohnerzahl bis 1975 auf 70 zurück. Sie hat sich seitdem auch nicht nennenswert erholt.

## Wappen
Das Wappen der Gemeinde ist golden und zeigt einen roten Donjon zur Erinnerung an die Burg von Château-Bréhain, dadurch ist es ein redendes Wappen. Auf dem Donjon weht eine rote Flagge, die zwei silberne Lachse zeigt, die aufrecht, mit den Rücken zueinander dargestellt sind. Die Lachse entsprechen dem Wappen der Baronie von Viviers.

## Infrastruktur
Südlich des Ortskerns gibt es eine Auffahrt auf die Route nationale 74 (RN74).